# 奈及利亞女王
1960年至1963年，奈及利亞是一個主權國家和獨立的君主立憲制國家。這段期間的奈及利亞與澳大利亞、加拿大、英國的國家元首皆為英國女王伊莉莎白二世，她的憲法職責大部分委託予奈及利亞總督。
1963年10月1日，奈及利亞總統成為奈及利亞的國家元首，奈及利亞的君主制被廢除。

## 歷史
1954年10月1日，奈及利亞聯邦取代了大英帝國境內的奈及利亞殖民地。根據英國國會所通過之《1960年奈及利亞獨立法令》，它於1960年10月1日作為大英國協王國的一個成員國獲得獨立。
奧格威爵士夫人雅麗珊郡主代表伊莉莎白女王出席奈及利亞的獨立慶典。1960年9月26日，她搭機飛往拉哥斯，在奈及利亞受到數萬人的歡迎。10月1日，雅麗珊郡主向就任奈及利亞總理的阿布巴卡爾·塔法瓦·巴勒瓦爵士遞交了奈及利亞的獨立文書，也稱為《自由憲章》。10月3日，雅麗珊郡主代表伊莉莎白女王在奈及利亞人民和外交官集會上正式宣布獨立的奈及利亞第一屆聯邦議會開幕。奈及利亞參議院議長兼候任總督納姆迪·阿齊基韋博士向雅麗珊郡主發表談話，請她主持議會開幕。雅麗珊郡主隨後乘坐車輛穿過拉哥斯，向奈及利亞人正式告別。

## 憲法角色
自《1960年奈及利亞獨立法令》生效以來，任何英國政府的官員皆不能就與奈及利亞有關的任何事務向英國君主提出建議，這意味著在與奈及利亞有關的所有事務上，英國君主只能聽取奈及利亞官員所提供的建議。所有奈及利亞法案都需要英國王室御准。奈及利亞總督是英國君主在奈及利亞的代表，總督是英國君主根據奈及利亞總理的建議任命的。